# Nysius palor
Nysius palor är en insektsart som beskrevs av Ashlock 1963. Nysius palor ingår i släktet Nysius och familjen fröskinnbaggar. Inga underarter finns listade i Catalogue of Life.